# Lijst van Serie A-transfers winter 2013/14
Dit is een lijst van transfers uit de Italiaanse Serie A in de winter in het seizoen 2013/14. Hierin staan alleen transfers die clubs uit de Serie A hebben voltooid.
De transferperiode duurt van 3 januari 2014 tot en met 31 januari. Deals mogen op elk moment van het jaar gesloten worden, maar de transfers zelf mogen pas in de transferperiodes plaatsvinden. Transfervrije spelers (spelers zonder club) mogen op elk moment van het jaar gestrikt worden.
| Speler                | Nationaliteit    | Oude club         | Nieuwe club      | Extra        |
| --------------------- | ---------------- | ----------------- | ---------------- | ------------ |
| Adryan                | Brazilië         | CR Flamengo       | Cagliari         | verhuurd     |
| Marcos Alonso         | Spanje           | ACF Fiorentina    | Sunderland AFC   | verhuurd     |
| Lorenzo Ariaudo       | Italië           | Cagliari          | Sassuolo         |              |
| Yohan Benalouane      | Tunesië          | Parma FC          | Atalanta Bergamo | verhuurd     |
| Matteo Bianchetti     | Italië           | Hellas Verona     | Spezia           | verhuurd     |
| Rubén Botta           | Argentinië       | Livorno           | Inter Milan      | was verhuurd |
| Michael Bradley       | Verenigde Staten | AS Roma           | Toronto FC       |              |
| Gonçalo Brandão       | Portugal         | Parma FC          | Belenenses       | verhuurd     |
| Cabral                | Kaapverdië       | Sunderland        | Genoa CFC        | verhuurd     |
| Saulo Decarli         | Italië           | Livorno           | US Avellino      | verhuurd     |
| Mbaye Diagne          | Senegal          | Juventus          | Lierse SK        | verhuurd     |
| Abdelaye Diakité      | Frankrijk        | ND Gorica         | Parma FC         | was verhuurd |
| Zé Eduardo            | Brazilië         | Genoa CFC         | Coritiba FC      | verhuurd     |
| Caleb Ekuban          | Ghana            | Chievo Verona     | AC Lumezzane     | verhuurd     |
| Domenico Franco       | Italië           | Chievo Verona     | ACR Messina      | verhuurd     |
| Carlos García         | Zweden           | Brønshøj BK       | Parma FC         | was verhuurd |
| Keisuke Honda         | Japan            | CSKA Moskou       | AC Milan         |              |
| Karim Laribi          | Italië           | US Sassuolo       | US Latina Calcio | verhuurd     |
| Fabio Lebran          | Italië           | Parma FC          | SPAL 2013        | verhuurd     |
| Francesco Lodi        | Italië           | Genoa CFC         | Catania          |              |
| David Löfquist        | Zweden           | Odense BK         | Parma FC         | was verhuurd |
| Kevin Mercado         | Ecuador          | Udinese           | Granada CF       | verhuurd     |
| Alexander Merkel      | Kazachstan       | Udinese           | Watford FC       | verhuurd     |
| Radja Nainggolan      | België           | Cagliari          | AS Roma          | verhuurd     |
| M'Baye Niang          | Frankrijk        | AC Milan          | Montpellier HSC  | verhuurd     |
| Ruben Palomeque       | Italië           | Bologna           | Paganese         | verhuurd     |
| Daniele Paponi        | Italië           | Montreal Impact   | Bologna          | was verhuurd |
| Wojciech Pawlowski    | Polen            | Udinese           | Śląsk Wrocław    | verhuurd     |
| Jordan Pedrocchi      | Italië           | Chievo Verona     | Seregno 1913     |              |
| Andrea Pisanu         | Italië           | Bologna           | AC Prato         | verhuurd     |
| Giammaria Prete       | Italië           | AC Renate         | Parma FC         | was verhuurd |
| Adil Rami             | Frankrijk        | Valencia CF       | AC Milan         | verhuurd     |
| Mathias Ranégie       | Zweden           | Udinese           | Watford FC       |              |
| Fabián Rinaudo        | Argentinië       | Sporting Lissabon | Catania          | verhuurd     |
| Mattia Rosato         | Italië           | FeralpiSalò       | AS Roma          |              |
| Said Ahmed Said       | Italië           | Genoa CFC         | AC Monza         | verhuurd     |
| Rui Sampaio           | Portugal         | Cagliari          | onbekend         |              |
| Salvatore Sandomenico | Italië           | Parma FC          | US Arzanese      | verhuurd     |
| Júlio Sérgio          | Brazilië         | AS Roma           | onbekend         |              |
| Panagiotis Tachtsidis | Griekenland      | Catania           | Torino FC        | verhuurd     |
| Jaime Valdés          | Chili            | Parma FC          | Colo-Colo        |              |
| Eduardo Vargas        | Chili            | Grêmio            | SSC Napoli       | was verhuurd |
| Giuseppe Zampano      | Italië           | UC Sampdoria      | AC Martina       |              |

Laatst geüpdatet op 10 januari 2014